# Abraham Lincoln Birthplace National Historical Park
Abraham Lincoln Birthplace National Historical Park ist eine Gedenkstätte der Vereinigten Staaten in Hodgenville (Sinking Spring Farm) im nördlichen US-Bundesstaat Kentucky. Sie erinnert an die Geburt von Abraham Lincoln, dem 16. Präsidenten der Vereinigten Staaten am 12. Februar 1809.
Die Gedenkstätte besteht aus einem Memorial Building, in dem ein Nachbau der Blockhütte steht, in welcher der spätere Präsident geboren wurde. Zum National Historical Park gehört auch der einige Kilometer entfernte Standort der Hütte, in der die Familie Lincoln bis zu Abrahams sechsten Lebensjahr lebte. 

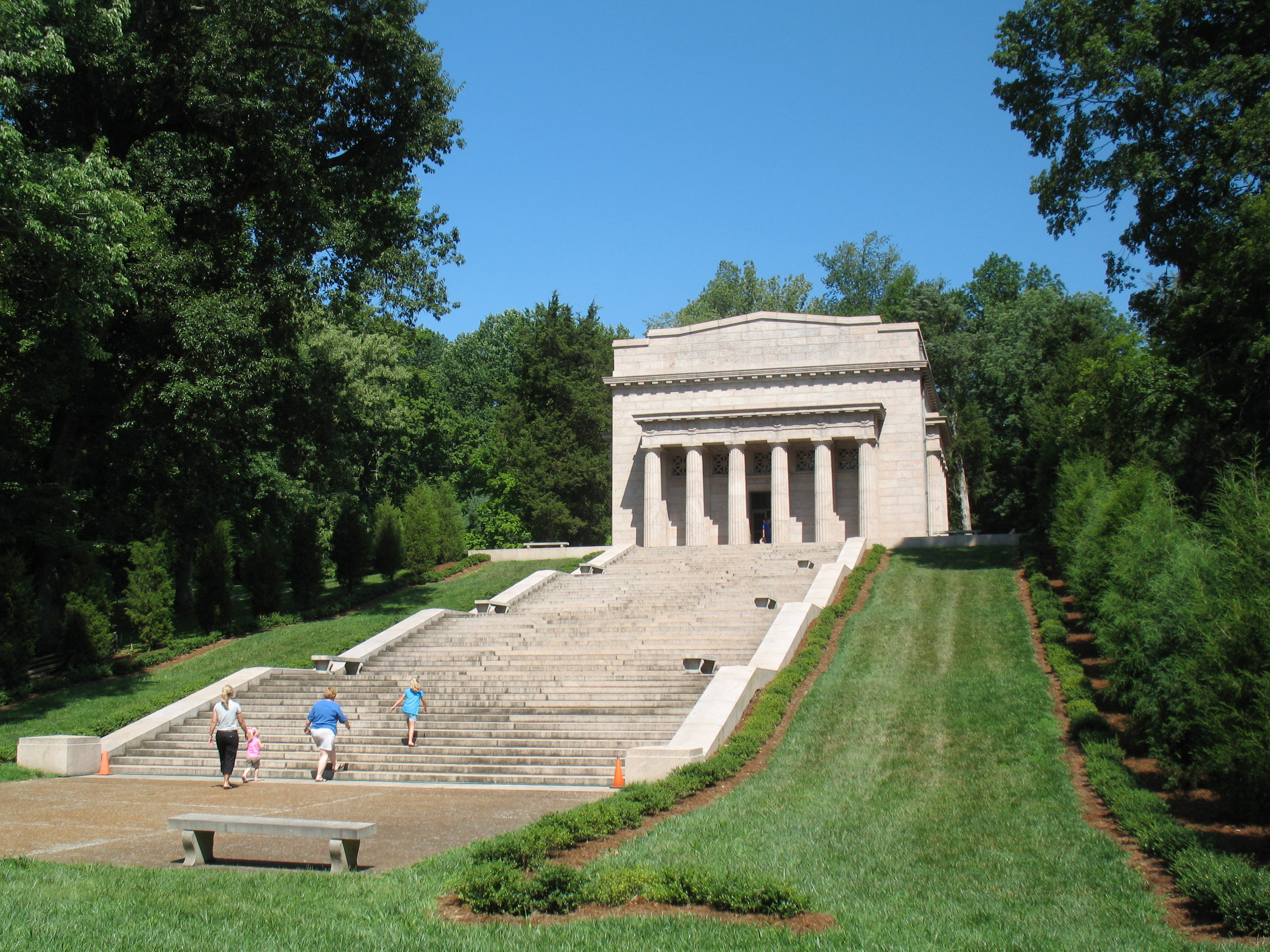
Neoklassizistisches Memorial Building

## Geschichte der Gedenkstätte
Am 17. Juli 1916 wurde eine Gedenkstätte als Abraham Lincoln National Park ausgewiesen, die danach vom Kriegsministerium verwaltet wurde. 1933 ging die Verwaltung auf den National Park Service über. 1939 wurde die Gedenkstätte umgewidmet in einen National Historical Park und Abraham Lincoln National Historical Park genannt. Vom 8. September 1959 bis 30. März 2009 war sie in eine National Historic Site herabgestuft, bevor sie im 200. Geburtsjahr Lincolns wieder die alte Widmung als National Historical Park erhielt.
Der Grundstein für das Gebäude der Gedenkstätte wurde 1909 zum 100. Geburtstag Lincolns von Präsident Theodore Roosevelt gelegt; es wurde 1911 fertiggestellt und von Präsident William Howard Taft eingeweiht. Damals glaubte man, die Hütte in der Gedenkstätte wäre das Original.